# Classe Kilauea
La classe Kilauea était une classe de huit cargos navires de munitions de l’United States Navy, conçus pour le ravitaillement en mer des navires de guerre. Les navires ont été construits de 1968 à 1972 et étaient initialement des navires de guerre, avec un équipage de la Navy. À diverses dates, de 1980 à 1996, ces navires ont été désarmés et transférés au Military Sealift Command pour une exploitation civile. Ils ont finalement tous été remplacés par les navires à cargaison sèche de classe Lewis and Clark. Le navire de tête de la classe, le USS Kilauea, a été mis en service le 10 août 1968, et le dernier de la classe, le USS Kiska, le 16 décembre 1972.

## Navires de la classe
| Nom           | Numéro de coque | Constructeur                               | Mise en service | Transféré au MSC | Statut                                     |
| ------------- | --------------- | ------------------------------------------ | --------------- | ---------------- | ------------------------------------------ |
| Kilauea       | AE-26           | Chantier naval Fore River de Quincy        | 10/08/1968      | 01/10/1980       | Radié et coulé comme cible en 2012         |
| Butte         | AE-27           | Chantier naval Fore River de Quincy        | 14/12/1968      | 03/06/1996       | Radié et coulé comme cible en 2006         |
| Santa Barbara | AE-28           | Chantier naval de Bethlehem Sparrows Point | 11/07/1970      | 30/09/1998       | Radié et démoli                            |
| Mount Hood    | AE-29           | Chantier naval de Bethlehem Sparrows Point | 01/05/1971      |                  | Radié et démoli                            |
| Flint         | AE-32           | Chantier naval Ingalls de Pascagoula       | 20/11/1971      | 04/08/1995       | Vendu à la ferraille le 24 novembre 2015   |
| Shasta        | AE-33           | Chantier naval Ingalls de Pascagoula       | 26/02/1972      | 01/10/1997       | Radié, ferraillé à partir de novembre 2013 |
| Mount Baker   | AE-34           | Chantier naval Ingalls de Pascagoula       | 22/07/1972      | 18/12/1996       | Radié et démoli                            |
| Kiska         | AE-35           | Chantier naval Ingalls de Pascagoula       | 16/12/1972      | 01/08/1996       | Radié et devant être démoli                |